# Sillon Sambre-et-Meuse
Pour les articles homonymes, voir Sambre-et-Meuse (homonymie).

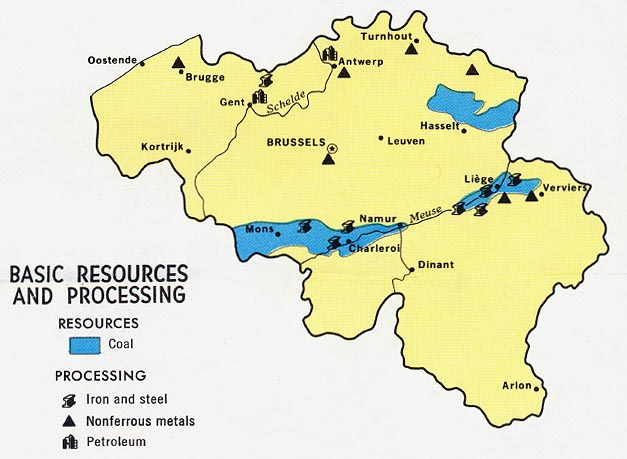
Carte (CIA 1968) des ressources en Belgique. Le sillon Sambre-et-Meuse et les zones avoisinantes riches en charbon ont déterminé les régions industrielles.

Le sillon Sambre-et-Meuse est la partie apparente en Belgique de ce que les géologues appellent la « Faille du midi » ou « Grande faille du midi » (ou « Bande de Sambre-et-Meuse », « Bande condruzienne », « Bande silurienne du Condroz » ou encore « Bande de Dave ») ; cette bande correspond à une importante ligne de rupture située à la limite nord du massif du midi (Condroz-Ardenne), apparue au paléozoïque après avoir subi deux cycles orogéniques : le premier, dit calédonien, daté de l'Ordovicien au Silurien, et le second, dit varisque, au Carbonifère supérieur.
Cette zone de rupture s’étend en ligne droite sur le parcours pris par la Sambre et la Meuse (entre Namur et Liège). 

Plus loin à l’est, cette faille est recouverte de sédiments (datant principalement du mésozoïque).

Le sillon Sambre-et-Meuse sépare les plaines du Hainaut et de Hesbaye des régions plus accidentées du Condroz et de l'Ardenne.
C'est une zone sismiquement encore active, qui a par exemple été impliquée dans le tremblement de terre de Liège en novembre 1983.
La dorsale wallonne : le sillon Sambre-et-Meuse traverse le nord du territoire wallon et semble le structurer comme une colonne vertébrale.
Assez logiquement le plus ancien axe de communication de la région, la voie romaine Bavay-Cologne, s'est formé parallèlement à lui et c'est également le cas aujourd'hui de l'autoroute E42 et de la ligne de chemin de fer Liège-Lille. 
Ces axes de communications terrestres ont prolongé le sillon vers l'ouest (la Haine et la Sambre) mais aussi vers l'est le pays de Herve et la vallée de la Vesdre, grâce à l'axe Tongres-Trèves.
Logiquement, c'est dans cette zone bien desservie en moyens de communication que s'est développée l'activité économique et où s'est établie la majeure partie de la population. Ce fut particulièrement le cas lors de l'industrialisation de la région où l'on découvrit et exploita la houille qu'avait piégée la création du sillon Sambre-et-Meuse.

## Le sillon industriel wallon, sillon Haine-Sambre-Meuse-Vesdre
Sont des expressions par lesquelles on désigne en Wallonie, l'espace de mille kilomètres carrés qui va de Dour, dans le Borinage, à Verviers en passant par Mons, La Louvière (le Centre), Charleroi, Namur, Huy, Liège en suivant les vallées de la Haine, de la Sambre, de la Meuse et de la Vesdre ou encore l'espace qui, suivant la même ligne, englobe le Borinage, la région du Centre (La Louvière), le pays de Charleroi, la Basse-Sambre (Sambreville), la région de Huy, le bassin liégeois et la région verviétoise.
Dans ce sillon vivent environ les deux tiers de la population wallonne, soit deux millions et demi d'habitants. Son tronçon principal est le sillon Sambre-et-Meuse (ou Charleroi-Liège). Cette région a connu une série de grèves générales d'objectif social ou politique : en 1886 (crise économique, baisse des salaires, chômage), 1893 (lutte pour le suffrage universel), 1902 (lutte pour le suffrage universel), 1913 (lutte pour le suffrage universel), 1932, 1936, 1950 (Question royale), et la grève générale de l'hiver 1960-1961 où fut la première fois massivement réclamée l'autonomie de la Wallonie. Elle est la base politique du parti socialiste belge en Wallonie, le lieu de l'opposition la plus farouche à Léopold III. Certains le considèrent parfois comme l'espace hypothétique d'une polyville qui serait la métropole wallonne.

## Aspects hydrographiques
Le sillon a accueilli le cours de la Meuse, qui a ensuite recueilli comme affluent les diverses rivières qui drainaient jusqu'au Miocène supérieur le nord du massif ardennais, s'écoulant sud-nord vers le bassin de l'Escaut ou directement vers la Mer du Nord.

## Aspects sismiques
La faille, bien qu'éloignée des grandes limites des plaques tectoniques montre des signes passés et récents d'activité sismique. 

Elle a été étudiée au moyen des données géologiques disponibles, des données sismiques du réseau (modernisé en 1985) ainsi que par l'analyse des enregistrements par les sismographes des tirs de carrières ou encore via l'étude des anomalies magnétiques et gravimétriques.
L'activité sismique de cette zone se fait en lien avec des zones proches du Nord de la France (du nord-est du Nord-Pas-de-Calais aux Ardennes belges et françaises au Sud et jusqu'en Allemagne (Région de l'Eifel) au nord-est.